# Stayin' Alive
〈Stayin' Alive〉는 비지스가 《토요일 밤의 열기》의 사운드트랙에서 작사, 작곡한 곡이다. 이 곡은 1977년 《토요일 밤의 열기》의 사운드트랙의 두 번째 싱글로 발매되었다. 밴드는 알비 갈루텐, 칼 리처드슨과 함께 이 곡을 공동 프로듀싱했다. 이 곡은 비지스의 대표곡 중 하나이다. 2004년, 〈Stayin' Alive〉는 《롤링 스톤》의 역사상 가장 위대한 노래 500곡 중 189위에 올랐다. 2021년 업데이트의 위대한 노래 목록 500곡에서 〈Stayin' Alive〉는 99위에 올랐다.
1978년 2월 4일 발매된 〈Stayin' Alive〉는 빌보드 핫 100에서 4주 연속 1위를 차지했다. 결과적으로, 이 곡은 부분적으로 《토요일 밤의 열기》의 오프닝 크레딧에 등장했기 때문에 이 밴드의 가장 유명한 곡 중 하나가 되었다. 미국에서는 6개의 연속 1위 싱글 중 두 번째 싱글이 되어 당시 미국에서 가장 연속 1위를 한 비틀즈와 동률을 이루었다(휘트니 휴스턴이 7개의 연속 1위를 달성한 기록).

## 작업 및 녹음
《토요일 밤의 열기》의 사운드트랙의 총괄 프로듀서이자 비지스의 매니저인 로버트 스틱우드는 밴드에게 사운드트랙을 위한 곡을 몇 곡 써달라고 요청했다. 이 시점에서 영화는 초기 단계였고 제목이 없었고, 사실 스틱우드가 해야 할 일은 불편함에 대한 《뉴욕》 커버 스토리였다.
그들은 파리 근처의 샤토 드 에후빌 스튜디오의 계단에 누워있는 동안 며칠 동안 〈Stayin' Alive〉를 썼다. 1970년대의 많은 다른 아티스트들과 마찬가지로, 비지스는 세금 문제로 프랑스에서 사운드트랙의 대부분을 녹음했다.
RSO 레코드는 이 곡이 영화 《토요일 밤의 열기》의 당시 제목을 공유하기를 원했지만, 비지스는 제목에 〈Saturday〉가 포함된 곡이 너무 많았으며, 음반에는 이미 〈Night Fever〉라는 제목의 단어가 포함된 곡이 있다고 주장하며 제목 변경을 거부했다. 스틱우드는 이전 곡의 이름을 영화에 맞게 바꾸는 대신, 영화의 이름을 확장하여 후자의 곡의 제목을 포괄했다. 몇 년 동안, 형제들은 이 노래가 그들에게 엄청난 명성을 가져다 주었음을 인정하면서도, 그들의 이전과 이후의 길고 다양한 경력에도 불구하고, 그들을 디스코로 낙인찍었다.

## 곡 목록
- "Stayin' Alive" – 3:29
- "If I Can't Have You" – 3:25

### 1989년 재발행
- "Stayin' Alive" - 4:45
- "Subway" – 4:20
- "Love So Right" – 3:33

## 인증
| 국가                                                                                         | 인증        | 판매량/출하량 |
| -------------------------------------------------------------------------------------------- | ----------- | ------------- |
| 벨기에                                                                                       | —           | 90,000        |
| 캐나다 (뮤직 캐나다)                                                                         | 플래티넘    | 150,000^      |
| 덴마크 (IFPI Danmark)                                                                        | 플래티넘    | 90,000        |
| 프랑스 (SNEP)                                                                                | 골드        | 500,000*      |
| 독일 (BVMI)                                                                                  | 골드        | 250,000       |
| 이탈리아 (FIMI)                                                                              | 플래티넘    | 50,000        |
| 영국 (BPI) 1978 sales                                                                        | 실버        | 800,000       |
| 영국 (BPI) 2008 release                                                                      | 2× 플래티넘 | 1,200,000     |
| 미국 (RIAA)                                                                                  | 플래티넘    | 3,900,000     |
| *판매량을 기반으로 한 인증 · ^출하량을 기반으로 한 인증 · 판매량+스트리밍을 기반으로 한 인증 |             |               |

## 같이 보기
- 롤링 스톤 역사상 가장 위대한 노래 500곡